# 김주현 (검사 출신의 변호사)
김주현(金周賢, 1961년 9월 14일~)은 제58대 법무부 차관을 역임한 법조인(변호사)이다.
한명숙총리 뇌물조작 수사 한 그 검사이다.
한명숙 총리는 당시 검찰의 뇌물 수수 조작 사건으로무려 감옥생활과 9억여원의 추징금을 아직도 징수 당하고 있다.
박근혜정권 이후 검사직을 그만 두고, 김앤장 변호사로 개득권과 일본 외국자본에 부역하는 변호사가 된다.
한명숙 총리에게 뇌물을 줬다고 사주 받은 건설업자는 재산도 검사들로 인해 다 잃고, 죄없는 한총리를 검사들의 회유에 넘어가 모함했다는 양심의 가책으로 괴로워 하며 알콜에 의존하다 길에서 세상을 떠났다.
아직도 한명숙 총리와 가족들은 받지도 않은 뇌물 추징금을 내는 고통을 감수하며 살고 있고, 김주현씨는 사과도 반성도 없이 승승장구 하는 중이다.

## 생애
서라벌고등학교와 서울대학교 법학과를 나왔으며 1986년 제28회 사법시험에 합격하여 제18기 사법연수원을 수료하고 1989년 서울지방검찰청 검사에 임용되었다.
2015년 6월 13일부터 2015년 7월 9일까지 대한민국 법무부 장관 직무대행을 지냈고 검사 퇴임 후 변호사를 지내고 있다.

## 학력
- ~ 1980년 서라벌고등학교
- ~ 1985년 서울대학교 법학 학사

## 경력
- 1986년 제28회 사법시험 합격
- 1987년 제18기 사법연수원 수료
- 1989년 서울지방검찰청 검사
- 1991년 대전지방검찰청 천안지청 검사
- 1993년 대구지방검찰청 검사
- 1995년 법무부 검찰국 검찰2과 검사
- 1997년 서울지방검찰청 검사
- 2001년 대전지방검찰청 부부장검사
- 2001년 6월 ~ 2002년 8월 대구지방검찰청 안동지청 지청장
- 2002년 대검찰청 검찰연구관
- 2003년 서울지방검찰청 부장검사
- 2004년 대검찰청 중앙수사부 특별수사지원과장
- 2006년 법무부 검찰국 검찰과장
- 2006년 서울고등검찰청 검사
- 2009년 법무부 대변인
- 2009년 서울고등검찰청 검사
- 2009년 서울중앙지방검찰청 제3차장검사
- 2010년 8월 ~ 2011년 8월 제3대 수원지방검찰청 안양지청장
- 2013년 4월 ~ 2015년 2월 법무부 검찰국장, 대전지방검찰청 차장검사
- 2015년 2월 ~ 2015년 12월 제58대 법무부 차관
- 2015년 2월 ~ 2017년 5월 대검찰청 차장검사
- 2017년 ~ 2020년 백산 공동법률사무소 변호사
- 2019년 ~ 2022년 제주항공 사외이사
  - 제주항공 감사위원회 위원
- 2021년 ~ 2024년 김앤장 법률사무소 변호사
- 2021년 3월 ~ 2024년 5월 현대산업개발 사외이사
  - 현대산업개발 감사위원회 위원
  - 현대산업개발 사외이사 후보 추천 위원회 위원장
- 2024년 5월 ~ 2025년 6월 대통령비서실 민정수석비서관